# Вранас, Андреас
Андреас Вранас (греч. Ανδρέας Βρανάς; 17 июля 1870, Керкира — 14 ноября 1935, Афины) — греческий художник конца 19-го — начала 20-го веков.

## Биография

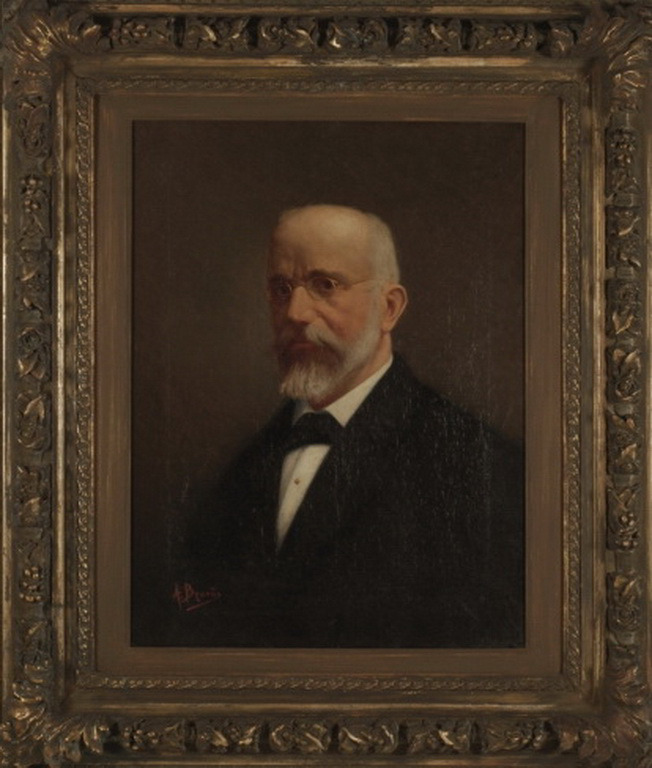
Элефтериос Венизелоса.

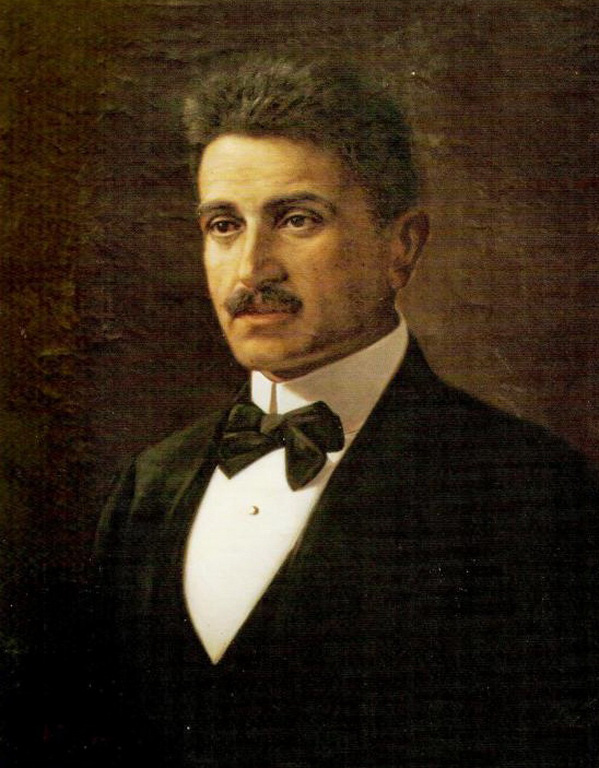
Писатель Константин Теотокис.

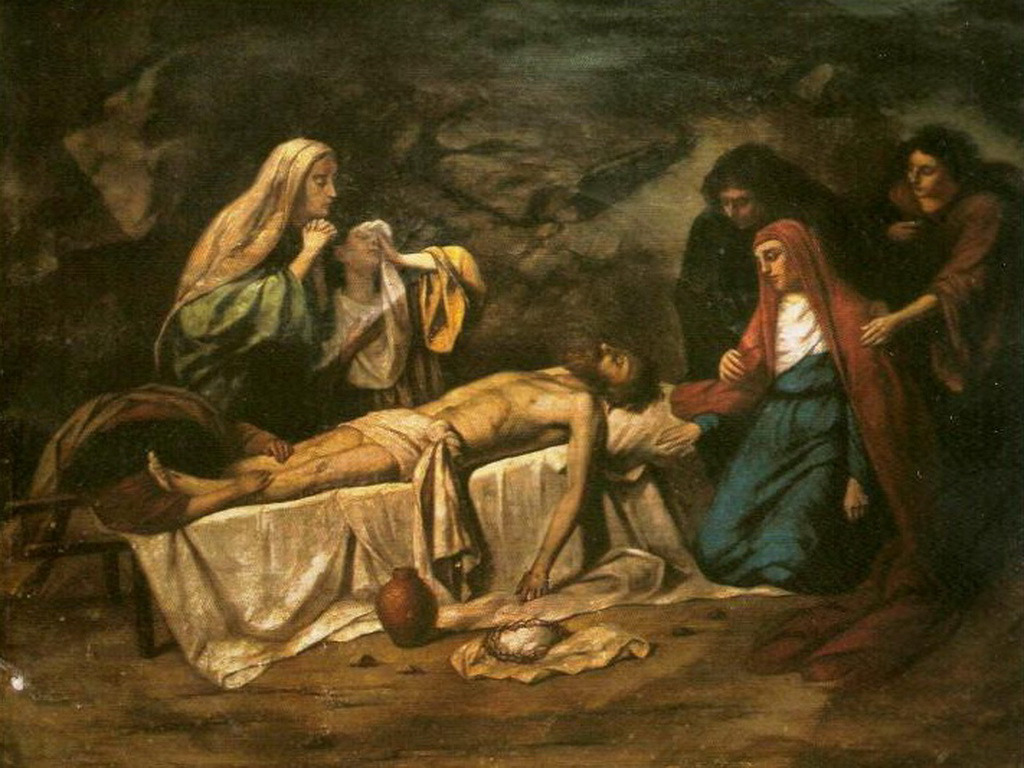
«Плач», 1932 год.

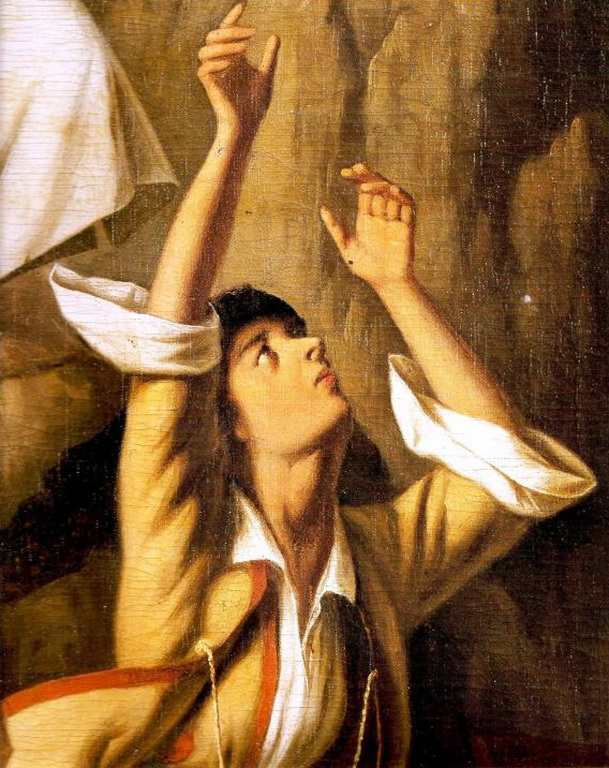
Фрагмент из картины «Танец Залонго».

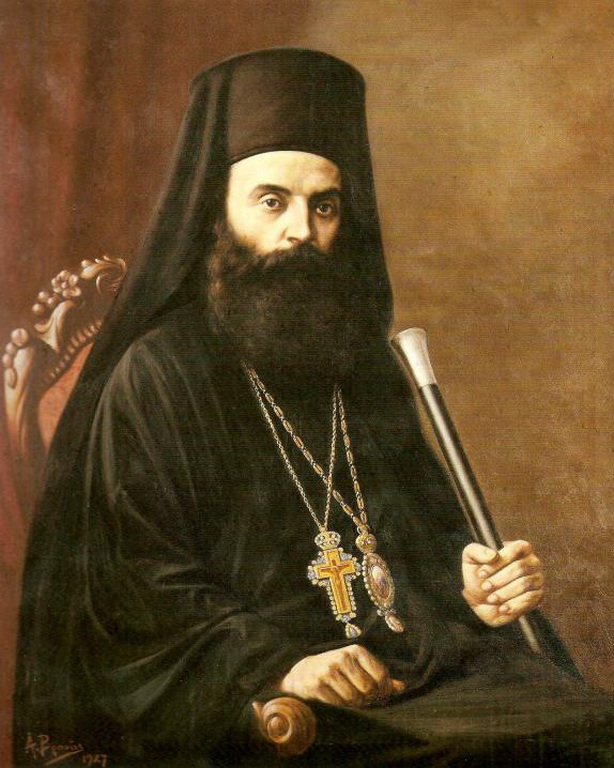
Художник Вранас, Андреас-Митрополит Керкиры Афинагор, 1927 год. (будущий патриарх Афинагор I).

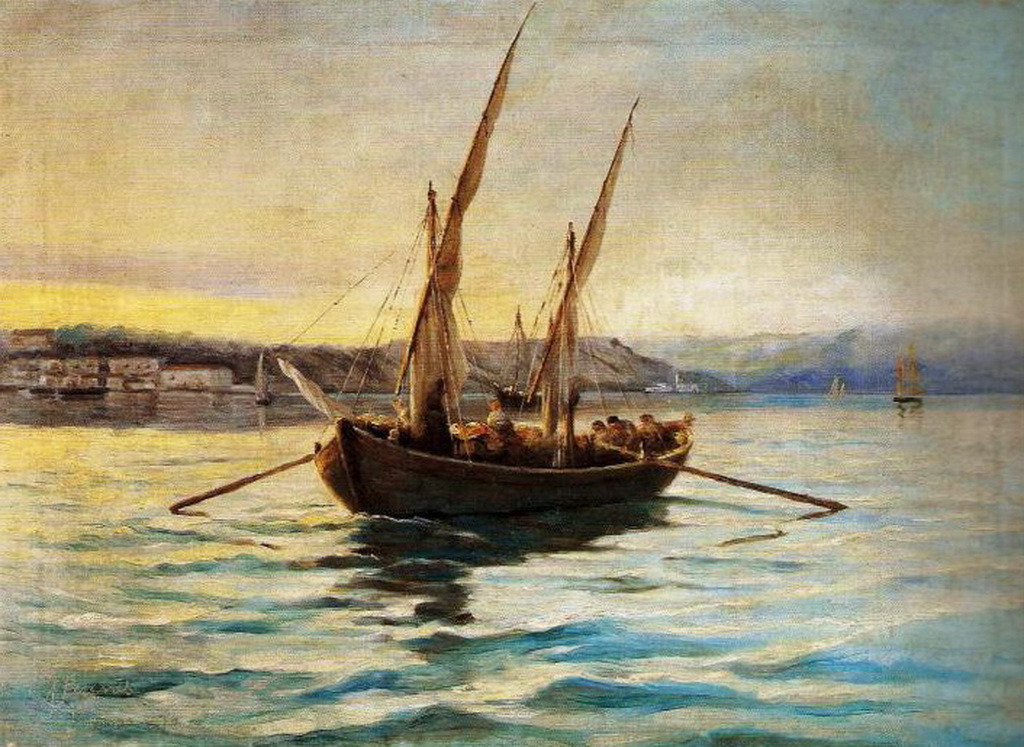
«Лодка с рыбаками».

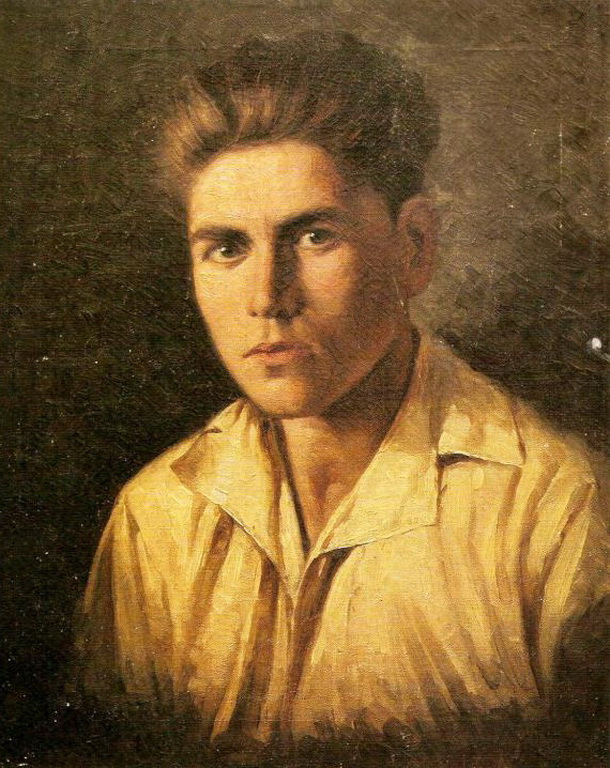
Художник Контис, Ангелос в молодости, 1929 год.

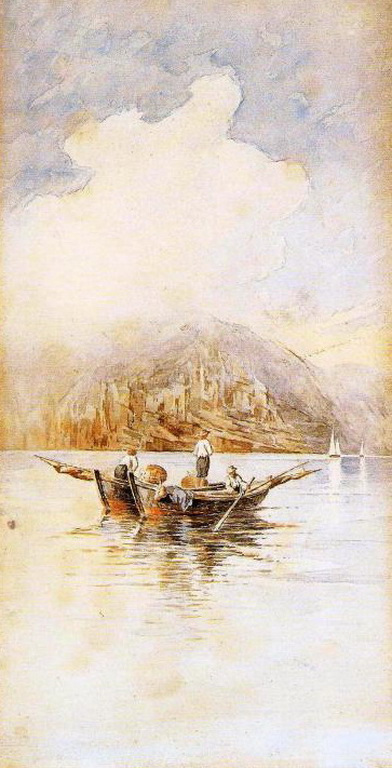
«Компания рыбаков».

Андреас Вранас родился на острове Керкира, где и прожил всю свою жизнь. По разным источникам, период его жизни охватывает 1860—1933 или 1870—1935 годы.
Вранас учился живописи на Керкире и впоследствии стал преподавателем живописи в Художественной школе острова.
Основными направлениями его творчества были портрет, пейзаж и церковная живопись.
Работы художника хранятся в Муниципальной галерее Керкиры, в коллекции Кутлидиса, в церквях и частных коллекциях.
Одной из самых известных работ Вранаса был портрет греческого премьер-министра Элефтериоса Венизелоса.
Портрет был выполнен по фотографии политика, снятой в Париже.
Вранас выполнил портрет между 1925—1930 годами. Портрет был использован для печати афиш и брошюр в предвыборной кампании Венизелоса 1932 года.